# Gran Zebrù
Gran Zebrù (německy Königspitze) je hora v pohoří Ortles (Východní Alpy) dosahující výšky 3851 m n. m. Po Ortleru (3905 m n. m.) se jedná o druhou nejvyšší horu v Ortles. Na vrchol Gran Zebrù poprvé vystoupil Corbinian Steinberger 24. srpna 1854.

## Výstup
Na vrchol Gran Zebrù vedou mimo jiné tyto horolezecké cesty:
- normální cesta
- severní stěna
- severozápadní hřeben

### Normální cesta
Východištěm je chata Pizzini, odkud cesta vede přes ledovec Vedretta del Gran Zebrù k začátku lezecké cesty (3200 m n. m.) - ke kuloáru vedoucímu k východnímu rameni Gran Zebrù (strmost až 45°). Následně vede cesta sněhovým polem až na vrchol, stále ve sklonu dosahujícím až 45°. Cesta je hodnocena obtížností AD, která je pochopitelně závislá na podmínkách.